# Stefano Fabri (1606-1658)
Pour les articles homonymes, voir Stefano Fabri.
Stefano Fabri, né vers 1606 à Rome, et mort le 27 août 1658 dans sa ville natale, est un compositeur italien. Il est le fils de Stefano Fabri (1560-1609), également compositeur.

## Biographie
Stefano Fabri est né vers 1606 à Rome. Fils de Stefano Fabri (1560-1609), il est comme lui un compositeur. Élève de G.B. Nanino, il était maître de chapelle du Seminario Romano, 1638-1639, et de S Giovanni dei Fiorentini jusqu'en 1644. Il est mort le 27 août 1658 dans sa ville natale.